# NGC 3077
NGC 3077 je galaksija u zviježđu Velikom medvjedu.

## Vanjske poveznice
- SEDS: NGC 3077